# Löhne
Löhne – miasto w Niemczech, w kraju związkowym Nadrenia Północna-Westfalia, w rejencji Detmold, w powiecie Herford. Löhne jest ośrodkiem przemysłu meblarskiego, stalowego i maszynowego, budowlanego, spożywczego i tworzyw sztucznych. Prawa miejskie uzyskało w 1968 r.
W mieście znajduje się stacja kolejowa Löhne.

## Współpraca
Miejscowości partnerskie:
- Columbus, Stany Zjednoczone
- Condega, Nikaragua
- Mielec, Polska - od 28 sierpnia 2002. Polsko-niemieckie przedsiębiorstwo Bury Technologies, posiada w Mielcu część produkcyjną, a w Löhne część rozwojową
- Röbel/Müritz, Meklemburgia-Pomorze Przednie
- Spittal an der Drau, Austria